# Толкачёв, Семён Львович
Семён Львович Толкачёв (29 мая 1907, Бобруйск — 7 августа 1970, Минск) — советский пианист. Заслуженный артист Белорусской ССР (1949). Народный артист Белорусской ССР (1964).

## Биография

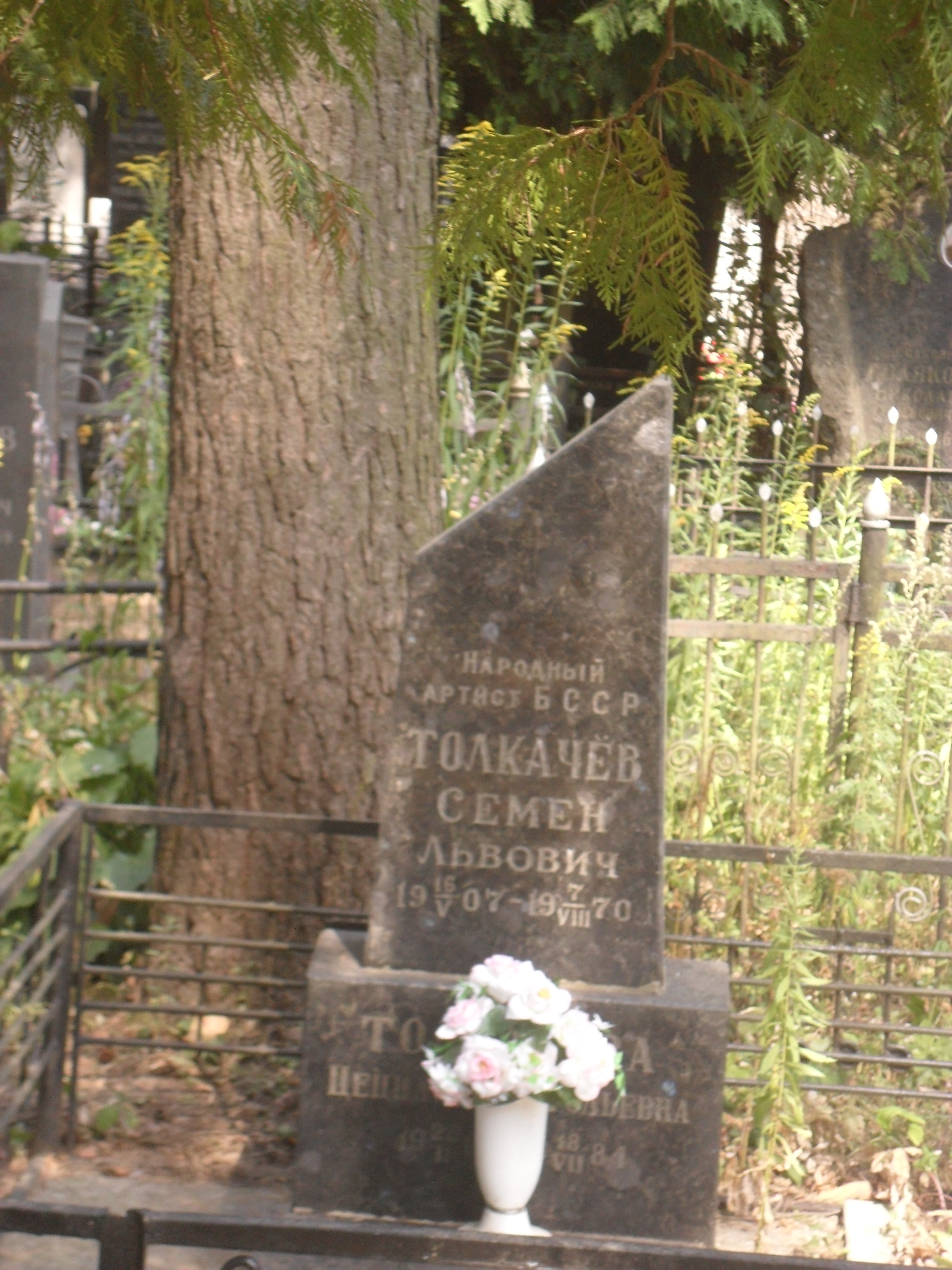
Могила Толкачёва на Восточном кладбище Минска.

В 1930 окончил Московскую консерваторию. Работал в Москве, Ленинграде, Иркутске, Самаре. С 1938 концертмейстер, с 1943 г. — главный концертмейстер Государственного театра оперы и балета БССР. Одновременно в 1957—1967 преподаватель Белорусской консерватории.

### Семья
Дочь — Лариса, пианистка, концертмейстер Большого театра оперы и балета Республики Беларусь, заслуженная артистка Республики Беларусь.

## Память
18 апреля 2012 г. в Большом театре Беларуси состоялся концерт, посвящённый 105-летию С. Л. Толкачёва.